# Avenue Molière (Bruxelles)
Pour les articles homonymes, voir Avenue Molière.
L'avenue Molière (en néerlandais : Molièrelaan) est une avenue bruxelloise qui traverse les communes d'Ixelles, de Forest et d'Uccle. C'est une large artère longue de deux kilomètres qui relie la chaussée d'Alsemberg à la chaussée de Waterloo, au lieu-dit La Bascule.

## Origine du nom
Elle porte le nom du célebre comédien et dramaturge français, Jean-Baptiste Poquelin dit Molière (1622-1673).

## Historique
Elle est ouverte au début du XXe siècle, dans le cadre du plan Berkendael, dit Plan général d'alignement et d'expropriation par zones du quartier, et porte à l'origine le nom d'avenue Albert-Élisabeth, en l'honneur du Prince et de la Princesse de Belgique.

## Bâtiments remarquables et lieux de mémoire
Elle est bordée de nombreuses ambassades :
- Mali au numéro 487
- Zambie au 469
- Azerbaïdjan au 464
- Seychelles au 301
- Philippines au 297
- Algérie au 207
- Bélarus au 192